# 圣索里
圣索里（法語：Saint-Saury，法語發音：[sɛ̃ soʁi]）是法国康塔尔省的一个市镇，属于欧里亚克区。

## 地理
圣索里（44°52'5"N, 2°8'23"E）面积30.11 平方千米，位于法国奥弗涅-罗讷-阿尔卑斯大区康塔爾省，该省份为法国中南部省份，位于法國中央高原中心，北起科雷兹省、上盧瓦爾省和多姆山省，西接洛特省和科雷兹省，南至阿韦龙省和洛特省，东临上盧瓦爾省和洛泽尔省。
与圣索里接壤的市镇（或旧市镇、城区）包括：格莱纳、帕尔朗、鲁梅古、锡朗、欧蒙堡、凯尔西地区苏塞拉克。

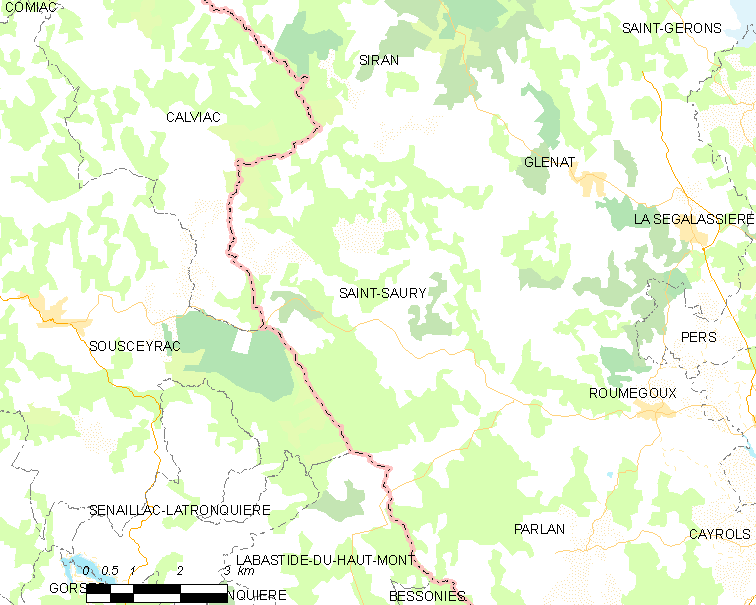
圣索里的OSM定位图

圣索里的时区为UTC+01:00、UTC+02:00（夏令时）。

## 行政
圣索里的邮政编码为15290，INSEE市镇编码为15214。

## 政治
圣索里所属的省级选区为圣保罗德朗德县。

## 人口

1962-2008年间圣索里人口变化图示

圣索里于2022年1月1日时的人口数量为178人。